# Linggajaya (Cisitu)
Linggajaya is een bestuurslaag in het regentschap Sumedang van de provincie West-Java, Indonesië. Linggajaya telt 3464 inwoners (volkstelling 2010).